# Uschna
Die Uschna (russisch Ушна) ist ein 160 km langer linker Nebenfluss der Oka in der Oblast Wladimir in Zentralrussland.

## Verlauf
Die Uschna entspringt bei Dobrjatino auf der Mittelrussischen Platte. Sie fließt anfangs ein kurzes Stück nach Osten, wendet sich dann aber nach Norden. Später im Unterlauf dreht der Fluss erneut nach Osten. Der wichtigste Nebenfluss, Kolp, trifft bei Flusskilometer 42 von links auf die Uschna. Schließlich mündet die Uschna etwa 70 km nördlich der Großstadt Murom linksseitig in die Oka.
Die Uschna entwässert ein Areal von 3060 km². Der Fluss wird überwiegend von der Schneeschmelze gespeist. Der mittlere Abfluss 62 km oberhalb der Mündung beträgt 5 m³/s. Der Oberlauf fällt gelegentlich zeitweise trocken. Gewöhnlich ist der Fluss zwischen November und April eisbedeckt.